# Функциональная хирургия
Функциональная хирургия — виды оперативных вмешательств для восстановления нормальной функции органа. Хирургические принципы, объединяемые понятием «функциональная хирургия», подразумевают выполнение органосохраняющих операций, чаще малоинвазивных и направленных на коррекцию систем организма при сохранении анатомии и восстановлении нормальных функций. В XX веке примерами реализации таких принципов стали лапароскопические техники, робот-ассистированные операции, методы хирургии быстрой реабилитации (Fast Track Surgery / Enhanced Recovery after Surgery (ERAS)) и другие примеры.

## Физиологическая хирургия
Термин «физиологическая хирургия» был впервые введен И. П. Павловым в работе по физиологической хирургии пищеварительного канала, в которой изучались нормальные функциональные отношения пищеварительных желез, и реакции организма в ответ на инвазивные вмешательства. С появлением современных технических средств исследования процессов жизнедеятельности стало возможным изучать без предварительных хирургических операций функции многих внутренних органов не только у животных, но и у человека. «Физиологическая хирургия» как методический прием в ряде разделов физиологии оказалась вытесненной современными методами бескровного эксперимента.

## Функциональная хирургия органов пищеварения
Прогресс хирургии, увеличение числа больших и сверхбольших операций, а также увеличение продолжительности жизни пациентов, особенно после операций по поводу рака, поставили перед хирургами вопрос о сохранении качества жизни пациентов. В конце второй половины XX столетия появляется множество работ направленных на восстановление формы и функции удаленных органов пищеварительной трубки, создаются целые научные школы, основной задачей которых является решение проблемы качества жизни. В первую очередь следует отметить таких основоположников функциональной хирургической гастроэнтерологии как Витебский Я. Д., Оноприев В. И. и другие.
Сегодня функциональная хирургическая гастроэнтерология это высокоточная диагностика и прецизионная техника с использованием новых хирургических технологий органосохраняющего и органовосстанавливающего (органомоделирующего) лечения, направленных не только на спасение жизни больного, но создание ему максимально комфортных условий дальнейшего проживания, уменьшения сроков временной утраты трудоспособности и снижения риска развития инвалидности.

## Метаболическая хирургия
Метаболическая хирургия — метод хирургического вмешательства, направленный на восстановление функции или нормализацию работы системы метаболизма. В настоящее время этот термин используется главным образом в отношении таких проблем, как метаболический синдром при наличии морбидного ожирения, сахарного диабета 2-го типа, а также нарушений липидного профиля у пациентов с гиперхолестеринемией.